# باخارون
بلدية باخارون (بالإسبانية: Pajarón)‏، هي إحدى بلديات مقاطعة قونكة إحدى مقاطعات إسبانيا، والتي تقع في منطقة قشتالة لا منتشا وسط البلاد، والمائلة لجهة الشرق من إسبانيا.
يبلغ عدد سكانها 116 نسمة وفقاً لإحصائية سنة (2007).